# ریشارد فون کرافت-ابینگ
ریشارد فون کرافت-ابینگ (آلمانی: Richard von Krafft-Ebing؛ ۱۴ اوت ۱۸۴۰ – ۲۲ دسامبر ۱۹۰۲) روان‌پزشک و سکس‌شناس اهل آلمان بود.
او بخاطر کتابی با عنوان روان‌آزاری جنسی شناخته شده است.

## زندگی
کرافت ابینگ در 14 اوت 1840 در مانهایم آلمان به دنیا آمد. او در دانشگاه هایدلبرگ در رشته پزشکی تحصیل کرد و در آنجا در روانپزشکی تخصص گرفت. او بعداً در آسایشگاه های روانی فعالیت کرد. وی پس از ترک کارش در آسایشگاه‌ها، حرفه روانپزشکی، پزشکی قانونی و هیپنوتیزم را دنبال کرد.
او در 22 دسامبر 1902 در گراتس در گذشت.
کرافت ابینگ، انحرافات جنسی را در چهار دسته عمده طبقه بندی کرد.
1)خود آزاری
2)دیگر آزاری
3)فتیش گرایی
4)همجنسگرایی
وی همچنین باور داشت که علت انحرافات جنسی در اشخاص، خود ارضایی می باشد. عصری که کرافت ابینگ در آن زندگی میکرد، دیدگاه های سنتی و بسته ای نسبت به موضوع جنسیت در جامعه وجود داشت و نظریات وی در زمینه جنسیت و سکسولوژی، متاثر از جامعه بود. 
تحقیقات وی برگرفته از مطالعات موردی بود. امروزه نظریات کرافت ابینگ و تحقیقات ایشان سوگیرانه ارزیابی میشود. با این همه، مطالعات وی در زمینه جنسیت و سکس، بخوبی در حیطه روانپزشکی نفوذ کرده و راه را برای تحقیقات بیشتر هموار ساخت.
مهمترین کتاب او تحت عنوان psychopathia sexualis یا روان آسیب شناسی جنسی در سال 1880 میلادی نوشته شد. وی از نظریه پردازان جنسیت، در زمان ماقبل زیگموند فروید، روانکاو اتریشی، میباشد.